# Ренджун
Хван Ренджун (кит.: 黃仁俊; нар. 23 березня 2000, Цзілінь, провінція Цзілінь, КНР), відомий під сценічним іменем Ренджун (англ. Renjun) — китайський співак корейського походження, що здобув популярність як учасник південнокорейського попгурту NCT компанії SM Entertainment та його саб'юніту NCT Dream. Його сценічний дебют відбувся 25 серпня 2016 року разом із NCT Dream.

## Ранні роки
Хван Ренджун народився 23 березня 2000 року в місті Цзілінь провінції Цзілінь, КНР. Він — єдина дитина в сім'ї. Оскільки за національністю він кореєць, тому з дитинства добре володіє корейською мовою.
У середній школі він навчався в корейській середній школі міста Цзілінь. Після сценічного дебюту Ренджун та інший учасник NCT Dream — Ченле у 2017 році були прийняті до середньої школи при Пекінській академії сучасної музики (Beijing Contemporary Music Academy). У 2020 році вони обоє офіційно закінчили школу. Для випуску вони створили та записали пісню《新的開始》(укр. «Новий початок»).

## 2016-донині: дебют та подальша кар'єра
З дитинства мрією Ренджуна було приєднатися до SM Entertainment, під час навчання в школі він навіть надсилав у компанію своє резюме. У 2015 році він отримав електронний лист із запрошенням до глобального прослуховування SM Entertainment. У липні 2015 року Ренджун успішно пройшов прослуховування і так почав стажуватися в омріяній компанії.
21 серпня 2016 року було оприлюднено концепт-фото NCT Dream — хронологічного третього саб'юніту NCT, що початково мав бути підлітковим. 25 серпня NCT Dream дебютували у складі семи учасників: Марка, Ренджуна, Джено, Хечана, Джеміна, Ченле та Джісона. В цьому саб'юніті він має позицію головного вокаліста.
NCT Dream дебютували 25 серпня 2016 року з дебютним синглом «Chewing Gum» на сцені музичного шоу M Countdown.
5 серпня 2019 року він два місяці працював спеціальним діджеєм для tbs eFM «Music Seoul», а потім став постійним діджеєм. 11 жовтня 2020 року він завершив цю діяльність.

## Творча діяльність

### Колаборації
| Рік  | Дата      | Назва пісні       | Альбом     | Спільно з:                      |
| ---- | --------- | ----------------- | ---------- | ------------------------------- |
| 2018 | 13 грудня | «Hair in the Air» | SM STATION | Єрі (Red Velvet), Джено, Джемін |
| 2020 | 20 травня | 《新的開始》      | —          | Чжун Ченле                      |

### Радіошоу
| Період                           | Радіостанція | Програма            | Примітка           |
| -------------------------------- | ------------ | ------------------- | ------------------ |
| 16 та 23 вересня 2017            | SBS Power FM | «NCT的night night!» |                    |
| 5 серпня — 27 вересня 2019       | tbs eFM      | «Щасливий Сеул»     | Спеціальний діджей |
| 30 вересня 2019 — 11 жовтня 2020 | tbs eFM      | «Щасливий Сеул»     | Постійний діджей   |
| 2 березня 2021                   | tbs eFM      | «Щасливий Сеул»     |                    |

### Телешоу
| Рік  | Дата          | Телеканал | Програма                            | Примітка                                                 |
| ---- | ------------- | --------- | ----------------------------------- | -------------------------------------------------------- |
| 2019 | 16 квітня     | JTBC      | Idol Room                           |                                                          |
| 2019 | 12-13 вересня | MBC       | MBC Idol Star Athletic Championship | Спеціальний фестиваль середини осені, кіберспорт         |
| 2020 | 1 жовтня      | MBC       | MBC Idol Star Athletic Championship | Спеціальне свято середини осені: Чемпіонат з кіберспорту |

### Фотосесії
| Рік  | Крапка                             | Назва видання | Країна         | Примітка                                         |
| ---- | ---------------------------------- | ------------- | -------------- | ------------------------------------------------ |
| 2018 | Вересневий номер                   | Arena Homme + | Південна Корея | спільно з учасниками NCT Dream Джено та Джеміном |
| 2019 | Серпневий номер                    | 瑞麗Young     | КНР            | Перша зйомка для китайського видання             |
| 2020 | Липневий номер                     | Arena Homme + | Південна Корея | спільно з учасниками NCT Dream Джено та Джеміном |
| 2021 | Особливий випуск до дня народження | ELLEidol      | КНР            |                                                  |

## Нагороди та відзнаки
| Рік  | Нагорода                                                                                      | Прим. |
| ---- | --------------------------------------------------------------------------------------------- | ----- |
| 2020 | TC Candler Asia — 2020 Топ-100 найкрасивіших облич в Азіатсько-Тихоокеанському регіоні (№ 41) | [ 8 ] |